# Єгор'євський міський округ
Міський округ Єгор'євськ (рос. Городской округ Егорьевск), до 2015 р. Єгор'євський район — єдине муніципальне утворення на території Кіровського адміністративного району Московської області Росії.
Адміністративний центр — місто Єгор'євськ.

## Географія
Площа району становить 1729 км². Район межує з Воскресенським, Коломенський, Лохвицьким, Орєхово-Зуєвським і Шатурським районами Московської області, а, також — з Клепіковським районом Рязанської області.
Велику частину території району, 60 %, займають ліси. Єгор'євськ — це ворота в знамениту Мещеру, де панують повільно поточні річки з заболоченими долинами, численні озера, в'язкі болота і чисті джерела. Мещеру оспівав Костянтин Паустовський, називаючи її «краєм рублених цвинтарів з селянських казок, загадкових болотних мшар, таємничих лісових озер і зачарованої тиші».